# Fruta de Leite
Fruta de Leite är en kommun i Brasilien.   Den ligger i delstaten Minas Gerais, i den sydöstra delen av landet, 600 km öster om huvudstaden Brasília. Antalet invånare är 5 940.
I omgivningarna runt Fruta de Leite växer huvudsakligen savannskog. Runt Fruta de Leite är det glesbefolkat, med 9 invånare per kvadratkilometer.